# Mossèn Jesús Capdevila
Mossèn Jesús Capdevila (1891 - 1982) nasqué a Bellpuig l'any 1891 en el si d'una família pagesa i va ingressar al seminari de Solsona l'any 1906 després de cursar estudis primaris al convent dels Pares Paüls de la localitat. Sempre amb un gran interès per la música, va fundar el Cor Parroquial, els Pomells de Joventut d'acció pastoral i participà en l'organització regional "Els Eixerits". Fou organitzador i director de la Federació de Joves Crisitians a Bellpuig.
Molt avers a les arts, fou intèrpret i compositor musical, poeta i autor de teatre, estudiós i atent als moviments de cultura popular a més de pintor. Molt important per la vila de Bellpuig, l'Escola Municipal de Música de la vila encara porta el seu nom.
Morí l'1 d'agost de 1982 i el seu funeral va ser presidit per l'arquebisbe de Tarragona Josep Pont i Gol, també fill de Bellpuig. Hi assistiren personatges importants del món de la música i el cant, de la poesia i altres arts d'arreu de Catalunya.

## Obra[1]

### Literària
- El poema Una Llàgrima, dedicat a un amic seminarista per la seva prematura mort i publicat a El Correo de Lérida.
- Un Colom Novell (1911).
- Posta de Sol Tardoral (1913).
- Cant a Déu, Pàtria i Rei (1913).
- A la primavera (1913).
- En Pep Guixons, obra guanyadora del primer premi en prosa als Jocs Florals de Lleida.
- Noces Sacerdotals (1936).
- El Campanar de Bellpuig (1936).
- El Calvari d'Angelina.
- El Sabater Pegot.
- La Sra. del Diputat.
- Boires al Cor.
- Les Facècies d'en Falugueta.

### Musical
- Cançons de Collir Olives.
- Revetlla de Nadal, amb un recull de quinze nadales comentades i harmonitzades a cant i a piano.
- La Misa Festiva.
- Goig i Pregària a la Verge dels Dolors.
- Pasqua Florida (caramelles).
- Matí de Sant Joan.
- Himne a la Immaculada
- Pregrària a Sant Crist de Bellpuig.
- Stabat, dedicat a la Banda Municipal de Bellpuig.
- Nostra Senyera, una sardana.
- La Dolorosa, sardana dedicada al "Pubillatge" de la Sardana a Bellpuig el 1972.